# Болівар (Нью-Йорк)
Болівар (англ. Bolivar) — місто (англ. town) в США, в окрузі Аллегені штату Нью-Йорк. Населення — 2029 осіб (2020).

## Демографія
Згідно з переписом 2010 року, у місті мешкало 2189 осіб у 858 домогосподарствах у складі 573 родин. Було 1078 помешкань
Расовий склад населення:
| - 98,1 % — білих - 0,6 % — чорних або афроамериканців - 0,4 % — азіатів - 0,3 % — корінних американців |

До двох чи більше рас належало 0,6 %. Частка іспаномовних становила 0,7 % від усіх жителів.
За віковим діапазоном населення розподілялося таким чином: 27,1 % — особи молодші 18 років, 59,8 % — особи у віці 18—64 років, 13,1 % — особи у віці 65 років та старші. Медіана віку мешканця становила 38,0 року. На 100 осіб жіночої статі у місті припадало 96,5 чоловіків;  на 100 жінок у віці від 18 років та старших — 99,1 чоловіків також старших 18 років.
Середній дохід на одне домашнє господарство  становив 52 893 долари США (медіана — 41 042), а середній дохід на одну сім'ю — 60 442 долари (медіана — 50 278). Медіана доходів становила 43 571 долар для чоловіків та 30 037 доларів для жінок. За межею бідності перебувало 19,7 % осіб, у тому числі 21,7 % дітей у віці до 18 років та 19,2 % осіб у віці 65 років та старших.
Цивільне працевлаштоване населення становило 882 особи. Основні галузі зайнятості: освіта, охорона здоров'я та соціальна допомога — 32,8 %, виробництво — 17,8 %, роздрібна торгівля — 10,4 %, будівництво — 8,0 %.